# Pasquale Farina
Pasquale Farina (La Spezia, 29 marzo 1910 – La Spezia, 22 settembre 1992) è stato un calciatore italiano, di ruolo difensore.

## Carriera
Debutta nella Odero Terni di La Spezia, che milita nel campionato di Seconda Divisione girone nord.
Nel 1929 passa allo Spezia, dove disputa due campionati della neonata Serie B.
Dopo una stagione al Venezia torna alla squadra ligure, per disputare altri sette campionati di Serie B e due di Serie C.
Nel 1941 si trasferisce all'OTO Meccanici della città spezzina.
Con 209 partite in Serie B e 50 in Serie C è il quarto in ordine di presenze con la maglia dello Spezia.

## Palmarès

### Club

#### Competizioni nazionali
- Serie C: 1

Spezia: 1935-1936